# Naama (żona Salomona)
Naama (hebr.: נַעֲמָה, oznaczające przyjemny, miły) – postać biblijna, żona Salomona, Ammonitka. Matka Roboama. Informacje o niej podaje 1 Księga Królewska (1 Krl 14,21; 14,31) oraz 2 Księga Kronik (2 Krn 12,13).